# Соната для фортепіано № 25 (Бетховен)
Соната для фортепіано № 25 соль мажор, опус 79, або Kuckuckssonate — музичний твір Бетховена для фортепіано, написаний ним ймовірно у 1809 році, а опублікований через рік у 1810 році. Через специфічну музику, що нагадує кування зозулі, твір отримав додаткову назву «Kuckuckssonate».
Не містить посвяти.
Сам композитор вказував на те, що соната дуже коротка, а тому в декількох виданнях вона вказана не як соната, а як сонатина.
Композиційно складається з 3-х частин: «Presto alla tedesca», «Andante» та «Vivace».

## Критика
Твір настільки нетиповий для цього періоду творчості Бетховена, що багатьма дослідниками висловлено сумніви щодо часу його написання.
Антон Рубінштейн відзначав, що ця соната так само, як і попередня № 24, лаконічна та гумористична, а тема фіналу разюче схожа на російську пісню «Ванька-Танька».